# Freijo (La Coruña)
Freijo (llamada oficialmente San Xoán do Freixo) es una parroquia española del municipio de Puentes de García Rodríguez, en la provincia de La Coruña, Galicia.

## Entidades de población
Entidades de población que forman parte de la parroquia:
- Cabana (A Cabana)
- Campoverde
- Casa da Bouza-Tras do Camiño (A Casa da Bouza-Tras do Camiño)
- Caxete (O Caxete)
- Chao (O Chao)
- Coto (O Coto)
- Da (Adá)
- Esteo (O Esteo)
- Foro (O Foro)
- Iglesia (A Igrexa)
- Lamelas (As Lamelas)
- Merlán
- Pazos de Arriba
- Pedrón (O Pedrón)
- Penamoura (A Penamoura)
- Poupariña (A Poupariña)
- Rega (A Rega)
- Sangoñedo
- Solloso
- Sucadío
- Torrillón (O Torrillón)
- Tras da Serra
- Tras do Río
- Vilar (O Vilar)
- Rego d'Ouro (O Regodouro)

## Despoblados
- Acibeiral (O Aciveiral)
- Cabanas
- Cabanela
- Cabeza da Vaca (A Cabeza da Vaca)
- Cancelas (As Cancelas)
- Candedos de Abajo (Os Candedos de Abaixo)
- Candedos de Arriba (Os Candedos de Arriba)
- Casa da Bouza-Iglesia (A Casa da Bouza-A Igrexa)
- Celerotes (Os Celerotes)
- Cobas (As Covas)
- Cotelo (O Cotelo)
- Coucerredondo (O Couce Redondo)
- Couceseco (O Couce Seco)
- Eiroas (As Eiroas)
- Formigueiro (O Formigueiro)
- Insua (A Insua)
- Insua do Bayo (A Insua do Baio)
- Niño do Azor
- Pajón (O Paxón)
- Panda da Da (A Panda de Adá)
- Pazos de Abajo (Pazos de Abaixo)
- Picheira (A Picheira)
- Santomé (San Tomé)
- Serrón
- Suapena
- Subseijo (Suseixo)
- Vilarmayor (Vilarmaior)

## Demografía
| Gráfica de evolución demográfica de Freijo entre 2000 y 2019 |
|                                                              |
| Datos según el nomenclátor publicado por el INE.             |